# Глинское (Харьковская область)
Глинское (укр. Глинське), село, 
Левковский сельский совет,
Изюмский район,
Харьковская область.
Код КОАТУУ — 6322886502. Население по переписи 2001 года составляет 179 (89/90 м/ж) человек.

## Географическое положение
Село Глинское находится в 2-х км от города Изюм.
Рядом с селом проходит автомобильная дорога E 40 (М-03).
В 3-х км находится железнодорожная станция Пименовка (Платформа 731 км).
К селу примыкает большой лесной массив (сосна).

## Экономика
- Молочно-товарная ферма.

## Достопримечательности
- Братская могила и памятный знак воинам-односельчанам. Похоронено 78 воинов.
- Братская могила жертв фашизма. Похоронено 60 чел.